# Лагерь Иисуса
«Лагерь Иисуса» — американский документальный фильм режиссёра Рэйчел Грейди (Rachel Grady) и Хайди Юинг (другой вариант имени по-русски — Хайди Эвинг (Heidi Ewing)) — это рассказ о харизматическом христианском летнем лагере, где дети не просто отдыхают, но и получают уроки о том, что они имеют «пророческие дары» и могут «вернуть Америку Христу». Эймонн Боулс (Eamonn Bowles), президент компании «Магнолия Пикчерз» (Magnolia Pictures), купившей право на кинопрокат этого фильма, сказал, что «отличительной чертой фильма является то, что картина не подаётся с какой-либо одной, заранее расфасованной, точкой зрения», и «показывает честное и беспристрастное изображение одной из общин в сообществе евангельских христиан».
«Лагерь Иисуса» дебютировал в 2006 году на «Трайбека Филм Фестивал» (Tribeca Film Festival), и вскоре «Магнолия Пикчерз» (Magnolia Pictures) приобрела права на распространение фильма у «Эй-Энд-И ИндиФильмс» (A&E IndieFilms). Выдвинутый к борьбе за приз «лучший документальный фильм» на 79-й церемонии вручения наград Академии, фильм был встречен неоднозначно, что привело к закрытию лагеря.

## Сюжет
«Лагерь Иисуса» — это рассказ о лагере, настоящее название которого «Дети на Служении в Пламенеющей Школе» (Kids on Fire School of Ministry). Этот лагерь, — один из многих американских харизматичных христианских летних лагерей, — находится недалеко от небольшого городка Дэвилс Лейк (Devils Lake) в Северной Дакоте. Им руководит Бекки Фишер (Becky Fischer), и этот лагерь является частью её проекта «Детское Международное Служение». Фокус в фильме направлен на трёх детей, которые посещали лагерь летом 2005 года: Леви, Рэйчел, и Виктория, по прозвищу «Тори». Фильм разбивается на два видеоряда: первый — это сам лагерь; и второй ряд — детская духовная конференция, состоявшаяся незадолго до лагеря в харизматической «Торжествующей Церкви Христа» (Christ Triumphant Church), в городе Лиис Саммит, штат Миссури (пригород Канзас-Сити).
Все трое детей — уже очень набожные христиане. Леви (12 лет) уже сам проповедовал несколько проповедей в отцовской церкви «Скала Поколений» (Rock of Ages Church), в городе Сент-Луис, штат Миссури. Леви находится на домашнем обучении; его мать объясняет, что Бог дал ей ребёнка не для того, чтобы он лишь только был взращён кое-как кем-то посторонним посредством уроков по восемь часов в день. Леви изучает устройство мира по книге, которая может примирить относительно небольшой библейский возраст Земли, — так называемый «Младоземельный креационизм» (Young Earth creationism), — с научными принципами. Его также обучают тому, что глобальное потепление — это политические спекуляции, которые ложно вырастают из наблюдений температурных значений в летние месяцы, но на самом деле температура в Америке увеличилась всего лишь на 0,6 °F, и поэтому этот рост не важен. Леви читает проповедь в лагере, в которой он заявляет, что его поколение является ключом к возвращению Иисуса. Рэйчел (9 лет), которая также посещает церковь вместе с Леви (в то время её отец был помощником пастора), на первых кадрах играет в кафе в боулинг и молится, бросает шар под одобрительные возгласы Леви, затем подходит к другим отдыхающим и раздаёт христианские брошюры, — в том числе известные своими противоречивыми взглядами об истинном христианстве брошюры американского проповедника, карикатуриста и издателя Джека Чика (Jack Chick), — и говорит, что Иисус любит их. Она не очень высокого мнения о других, — нехаризматических церквях (или «мёртвых церквях», как она их называет), — потому что чувствует, что это «церкви, в которые Бог не любит ходить». Тори (10 лет) — участник детской танцевальной команды прославления в «Торжествующей Церкви Христа». Она часто танцует под фонограмму христианской хэви-метал музыки и говорит, что должна проверять себя, что она не «танцует для плоти».
В лагере Фишер говорит, что для детей необходимо очиститься, чтобы присоединится к «армии Христа». Она крепко верит в идею, что дети нуждаются в том, чтобы находиться на переднем фронте борьбы за поворот Америки к консервативным христианским ценностям. Она также чувствует, что христиане нуждаются в том, чтобы сфокусироваться на обучении детей перед лицом «врага», радикального ислама, так как «враг» уделяет огромное внимание обучению своих детей. Она сравнивает своё обучение детей с обучением террористов на Ближнем Востоке. «Я хочу видеть детей посвятивших себя Христу, подобно детям посвятившим себя исламу», — она говорит перед кинокамерой, — «я хочу видеть их радикально полагающих свои жизни ради проповеди Благой Вести, подобно тем в Пакистане, Израиле и Палестине».

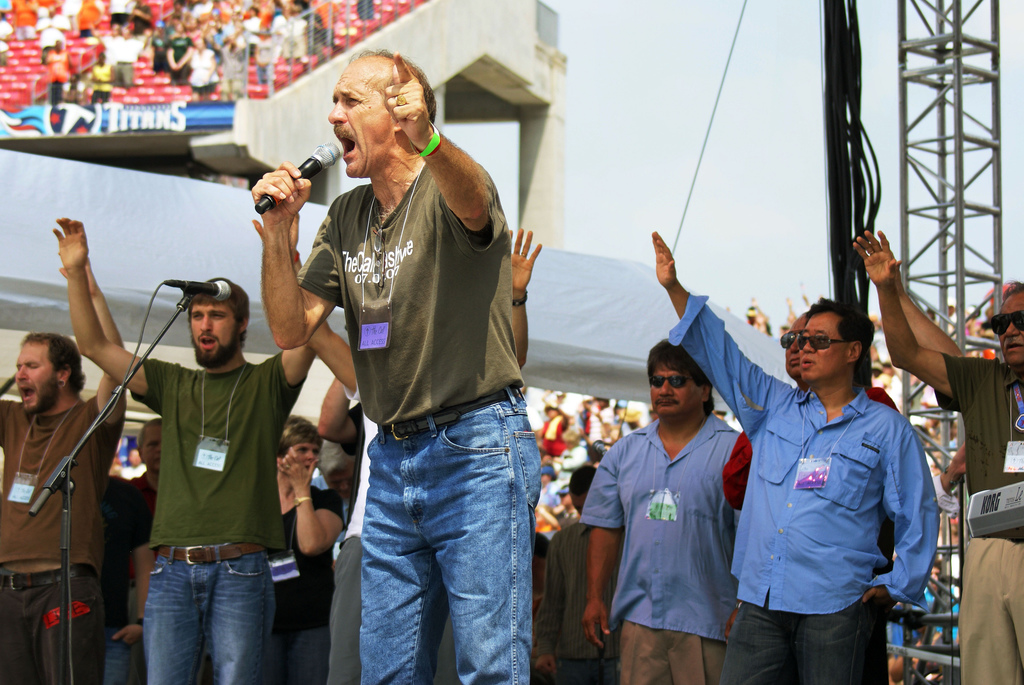
Лу Энгл (Lou Engle), известный американский харизматический проповедник

В другой сцене в «Торжествующей Церкви Христа» одна из женщин вносит картонный силуэт Джорджа Буша-младшего, выполненный в человеческий рост, и устанавливает его перед детьми, которые простирают к этой картине руки в молитве за здоровье этого политика. Этот ритуал происходит из обряда возложения рук — обычная практика среди харизматических церквей. В следующей сцене Лу Энгл (Lou Engle), известный американский харизматический проповедник, призывает детей присоединиться к борьбе за окончательный запрет абортов в Америке. Проповедник раздаёт детям пластмассовые модели развивающего плода, затем дети заклеивают себе рты красной лентой с надписью «ЖИЗНЬ». Энгл — основатель организации «Правосудный Дом Молитвы» (Justice House of Prayer), одной из задач которой была молитва за победу «праведности и правосудия» на президентских выборах 2004 года, а также он — лидер харизматической организации «Международные Служения на Жатве» (Harvest International Ministries), — служение Бекки Фишер, как и «Торжествующая Церковь Христа», являются частью последней. Энгл молится, чтобы Буш имел силы назначить «праведных судей», которые будут изменять вердикт в деле 1973 года «Роу против Уэйда» о праве на прерывание беременности.

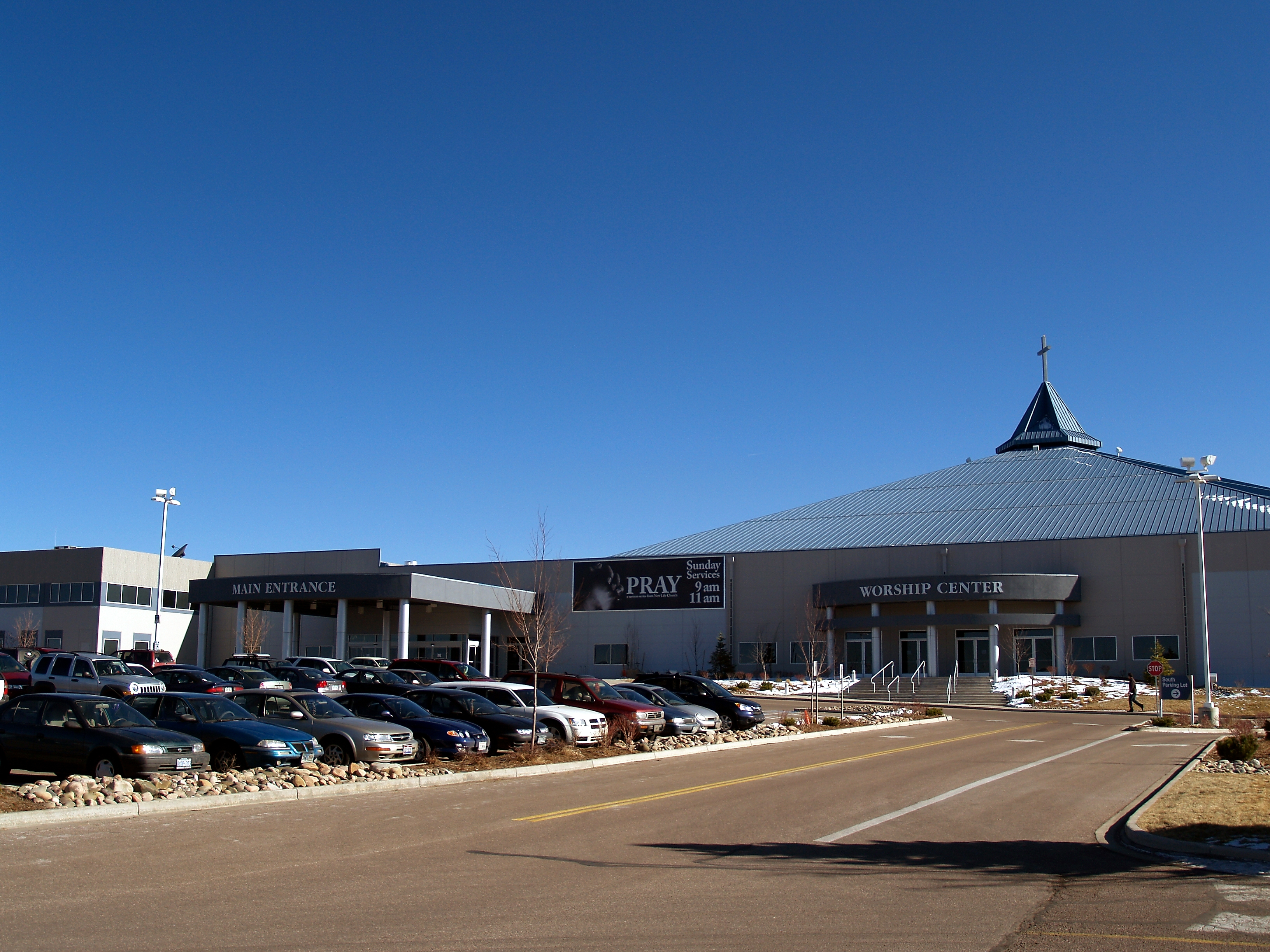
«Церковь Новой Жизни» в Колорадо Спрингс, штат Колорадо

Следующая сцена — «Церковь Новой Жизни» в Колорадо Спрингс, штат Колорадо, где Тед Хаггард (Ted Haggard) читает проповедь против гомосексуальности. Сцена была снята до того скандала, когда стали известными факты о приобретении Хаггардом метамфетамина и о его однополых сексуальных отношениях. Перед началом служения Леви упоминает Хаггарда, который вызывает у него восхищение, и Леви с нетерпением ждёт, когда сможет его увидеть. После этой проповеди Леви говорит Хаггарду, что он уже проповедует и хочет быть также проповедником, когда подрастёт. Хаггард советует ему: «Я говорю, используй свою чудесную детскую способность пока тебе нет тридцати, и тогда ты будешь обладать здоровым удовлетворением» [I say, use your cute kid thing until you’re thirty, and by then you’ll have good content]. Впоследствии Леви, Рэйчел, Тори, их семьи и другие дети принимают участие в съезде в «Правосудном Доме Молитвы», организованном Лу Энглом напротив Верховного суда США.

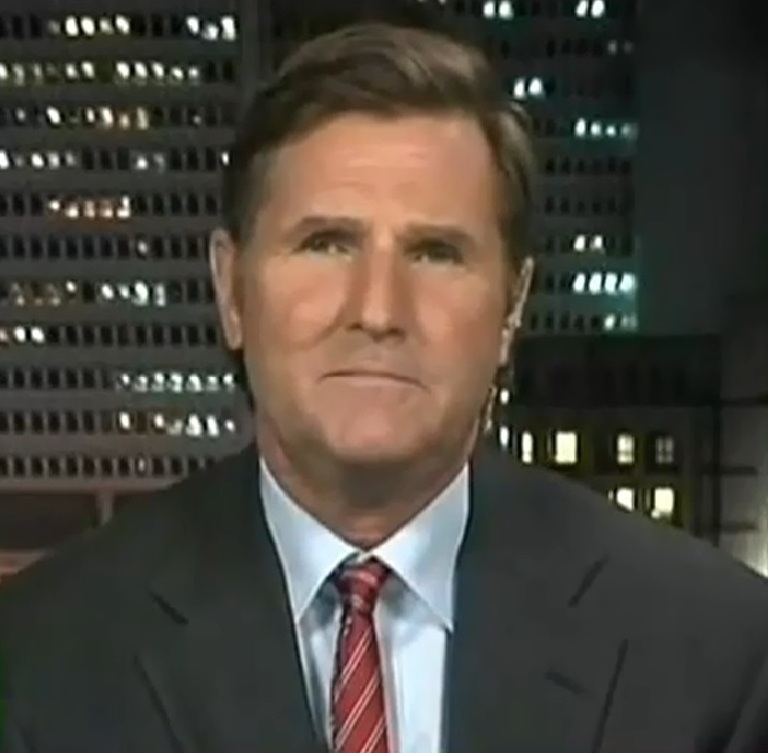
Майк Папантонио (Mike Papantonio), адвокат, ведущий радиопрограммы «Огненный ринг» (Ring of Fire) на волнах «Радио Эйр Америка» (Air America Radio)

Время от времени это повествование прерывается дебатами между Бекки Фишер и Майком Папантонио (Mike Papantonio), адвокатом, ведущим радиопрограммы «Огненный ринг» (Ring of Fire) на волнах «Радио Эйр Америка» (Air America Radio). Папантонио спрашивает Фишер, какие мотивы заставляют её фокусировать внимание на детях. Фишер объясняет, что она не верит, что люди способны сами избрать свою веру когда они взрослеют, поэтому очень важно «внушать» [indoctrinate] им евангелические ценности с детского возраста. Фишер также объясняет, что демократия имеет дефекты и создана, чтобы разрушать сама себя, «потому что мы должны предоставлять каждому равные свободы».

## Домашнее видео
Видеодиск, вышедший в январе 2007 года, содержит 15 вырезанных сцен. В одной из них отец и мать Леви предполагают, что для будущего президента могло бы быть полезным посещать служение «Дети на Служении в Пламенеющей Школе». В другой — одна женщина ведёт детей на «молитвенную прогулку» через город Лиис Саммит, и затем приводит их в организацию, которая пропагандирует отказ от абортов. А совсем рядом расположилась организация пропагандирующая защиту репродуктивных прав, которая предоставляет также возможность сделать аборт. И женщина просит детей молится о запрете абортов. Директор первой организации (против абортов) говорит, что она очень рада видеть детей, которые с таким энтузиазмом им помогают.
Видеодиск содержит также комментарии Рэйчел Грейди и Хайди Эвинг. Они откровенничают о том, что когда они приехали в Канзас-Сити, штат Миссури, то заметили переполох в обществе, вызванный номинацией Сэмюэля Алито (Samuel Alito) на пост в Верховный суд. Однако, согласно Грейди и Эвинг, Фишер и другие не считали, что их активность в пользу консервативных движений была политической активностью, но для них это была просто их вера как таковая. Грейди и Эвинг также сказали, что Фишер и другие не понимают, зачем были включены в фильм такие сцены как, например, говорение языками или моление, поскольку они считают, что такие явления имеют неземную природу.

## Противоречивые реакции
Вопреки желаниям компании «Магнолия Пикчерз», владеющей правом на прокат, «Лагерь Иисуса» был показан на «Траверз Сити Филм Фестивал» (Traverse City Film Festival), одним из основателей которого является Майкл Мур. «Магнолия Пикчерз» отложила показ фильма на этом фестивале ранее тем летом, когда она приобрела права на дистрибуцию фильма, руководствуясь опасениями, что поскольку этот фестиваль все ассоциируют с Муром, то зритель может подумать, что фильм — это некий политический заказ.
Рон Рено (Ron Reno), представитель организации «В фокусе — семья» (Focus on the Family), выступил с заявлением, что режиссёры использовали детей, чтобы изобразить евангельское христианство в незавидном свете.
В ноябре 2006 года Фишер объявила о закрытии лагеря по причине обеспокоенности владельцев помещений, что после такого фильма их собственность может подвергнуться каким-нибудь проявлениям вандализма, но когда будет найдено новое помещение, тогда лагерь продолжит свою работу.

## Рецензии и награды
«Лагерь Иисуса» заработал 87 % «свежести» на «Тухлых помидорах». Фильм получил 62 из 100 баллов на Метакритик.
Майкл Смит (Michael Smith) из газеты «Тулза Ворлд» (Tulsa World), выходящей в штате Оклахома, дал фильму 3 звезды из 4-х за честность и бесстрашие в освещении «формирования завтрашней армии Бога».
Обозреватель «Чикаго Трибюн» (Chicago Tribune) Джессика Ривс (Jessica Reaves) также дала 3 звезды из 4-х за просвещённый и откровенный взгляд на эту силу известную как «Евангельская Америка» (Evangelical America), которая верит, проповедает и учит своих детей; а режиссёры смогли запечатлеть эту чувствующую нутром гуманность, желание и неустанную политическую волю в одном из религиозных движений.

Дэвид Эдельштейн (David Edelstein), ведущий Си-Би-Эс Сандэй Морнинг (CBS Sunday Morning), колумнист в журнале «Нью Йорк» (New York) и также сотрудник «Нэшнл Паблик Радио» (National Public Radio), нашёл фильм пугающей, приводящей в ярость, и всё-таки очень глубокой работой о внушении [indoctrination] детям Евангельского правого консерватизма.
Среди негативных отзывов — Роб Нельсон (Rob Nelson) из «Вилладж Войс» (The Village Voice), назвавший фильм «абсурдным лицемерным критиканством крайне правых якобы нагнетающих войну культур», и Дж. Р. Джонс (J. R. Jones) из газеты «Чикаго Ридер» (Chicago Reader), с критикой фильма как «провальной попытки разобраться в более фундаментальных пятидесятниках» и критикой внедрения «ненужных редактирований» с радиоведущим Майком Папантонио.
«Лагерь Иисуса» был номинирован на приз «за лучший документальный полнометражный фильм» (Best Documentary Feature) на 79-м Оскаре, но приз достался Дэвису Гуггенхайму за «Неудобную правду».